# به-سنت-کاترین، کبک
به-سنت-کاترین (به فرانسوی: Baie-Sainte-Catherine) شهری در منطقه شهری شارلووا-است ناحیه کاپیتل-ناسیونال در استان کبک کانادا است. در سرشماری سال ۲۰۱۱ این شهر ۲۵۴ نفر جمعیت داشته‌است و مساحت آن ۲۳۲٫۱۶ کیلومتر مربع است.